# Paramblyops japonica
Paramblyops japonica is een aasgarnalensoort uit de familie van de Mysidae. De wetenschappelijke naam van de soort is voor het eerst geldig gepubliceerd in 1981 door Murano.